# Aji Alese
Aji Alese, né le 17 janvier 2001 à Islington en Angleterre, est un footballeur anglais qui évolue au poste d'arrière gauche au Sunderland AFC.

## Biographie

### En club
Né à Islington dans le Grand Londres en Angleterre, Aji Alese est formé par l'un des clubs de la capitale, West Ham United. Il signe son premier contrat professionnel avec son club formateur le 4 juillet 2018. Alese commence toutefois sa carrière à Accrington Stanley où il est prêté le 2 septembre 2019 pour une saison.
Le 22 septembre 2020, il joue son premier match avec l'équipe première de West Ham à l'occasion d'une rencontre de coupe d'Angleterre face à Hull City. Il est titularisé en défense centrale et son équipe s'impose par cinq buts à un.
Le 15 juillet 2022, Aji Alese rejoint le Sunderland AFC. Il signe un contrat de trois ans, soit jusqu'en juin 2025.
Il joue son premier match pour Sunderland le 6 août 2022, en entrant en jeu lors d'une rencontre de championnat face à Bristol City (victoire 2-3 de Sunderland).
Le 22 mars 2024, Alese signe une prolongation de contrat avec Sunderland, étant désormais lié au club jusqu'en juin 2027.

### En sélection
Aji Alese est né et a grandi en Angleterre mais possède également des racines nigérianes le rendant éligible pour représenter l'un de ces deux pays en sélection.
Avec les moins de 18 ans il joue cinq matchs entre 2018 et 2019, dont quatre titularisations.